# 105-mm-Gebirgshaubitze Modell 56
Die Gebirgshaubitze Modell 56 ist eine Haubitze mit dem Kaliber 105 mm und 14 Kaliberlängen (L/14) des italienischen Herstellers Oto Melara. Sie benutzt standardisierte NATO-Munition (US-type M1).

## Geschichte
Das Modell 56 wurde in den 1950er Jahren als leichte Haubitze entwickelt, um die Brigaden der italienischen Gebirgstruppe auszurüsten. Seit ihrer Auslieferung waren Haubitzen dieses Modells dort ein halbes Jahrhundert im Einsatz.
Trotz ihres Kalibers kann die Gebirgshaubitze Modell 56 von ihrer Geschützgruppe getragen und auch zum direkten Richten eingesetzt werden. Als Gebirgshaubitze kann sie in zwölf Baugruppen zerlegt werden, die leicht transportiert werden können. Daneben ist auch ein Transport mit Tragtieren auf einem speziellen Packsattel vorgesehen. Üblicherweise wird das Modell 56 von einem Jeep oder Landrover gezogen, wobei sie ohne Schild sogar in einem M113 oder als Außenlast an einer Bell UH-1D transportiert werden kann. Ansonsten wird die Gebirgshaubitze außerhalb des Kampfgebietes bei langen Distanzen auf Lastkraftwagen transportiert.
Größte Bedeutung hatte die Gebirgshaubitze für westliche Armeen der 1960er Jahre aufgrund ihres geringen Gewichts von knapp über 1,2 Tonnen, welches auch den Transport per Helikopter erlaubte. Daher fand die Haubitze in der leichten Artillerie vieler Länder und auch bei Spezialkräften wie Gebirgs- und Luftlandetruppen Verwendung. Insgesamt wurde das Modell 56 in etwa 30 Staaten der Welt eingesetzt.
Allerdings war das geringe Gewicht der Haubitze auch nachteilig. Die australischen und neuseeländischen Streitkräfte bemängelten im Vietnamkrieg ihre mangelnde Robustheit und befanden sie als untauglich für langwierige Einsätze. Daher wurden sie nach wenigen Jahren durch US-amerikanische M101 A1 ersetzt.
Die Gebirgshaubitze verwendet patronierte Munition. Diese besteht aus einer Granate mit einer aufgesteckten Kartusche aus Messing. Die Kartuschen sind entweder von Werk aus mit Kartuschbeuteln (Zonenladungen) beladen und auf die Granate aufgesteckt oder werden kurz vor dem Einsatz im Feld beladen und aufgesteckt. Verwendet werden 1 bis 7 M67-Standard-Zonenladungen. Mit dem 105-mm-NATO-Standardgeschoss 105 mm Artilleriegeschoss M1 wird bei einer Mündungsgeschwindigkeit von 420 m/s eine maximale Schussdistanz von 10,2 km erreicht. Mit der HB/HEI-Sprenggranate beträgt die maximale Schussdistanz rund 12 km.
Der chinesische Hersteller Norinco bietet heute eine Version der Panzerhaubitze Modell 56 mit Munition an.
In den Armeen des Commonwealth wurde die Haubitze als L5 Pack Howitzer mit L10-Munition verwendet. Jedoch bewegten ihre kurze Reichweite und die verschiedenartige Kampfstärke der Munition die British Army bereits zwei Jahre nach Indienststellung, als Ersatz für die Haubitze das L118 Light Gun zu entwickeln.

### Kriegseinsätze
Die Haubitze wurde von den argentinischen Streitkräften im Falklandkrieg 1982 verwendet. Sie wurde außerdem als L5 von der Royal Artillery im Südjemen und von britischen und australischen Truppen während der Konfrontasi 1963–1966 auf Borneo verwendet. Das Royal Regiment of New Zealand Artillery benutzte die Haubitze im Vietnamkrieg 1965–1967.
Das Geschütz wird von der Ukraine im Russisch-Ukrainischen Krieg eingesetzt. Laut dem Oryx-Blog ging mit Stand Januar 2025 mindestens ein Geschütz verloren.

### Bundeswehr
Während die Mehrheit der Oto-Melara-105-mm-Gebirgshaubitzen mit dem italienischen L 14-Geschützrohr (in Quellen teilweise als „Modell 1958“ bezeichnet) ausgerüstet waren, wurden die 105-mm-Gebirgshaubitzen der Gebirgstruppe der Bundeswehr mit einem neuen Geschützrohr aus deutscher Fertigung sowie einer geänderten Mündungsbremse versehen.
Die Bezeichnung war Gebirgshaubitze 105 (GebHaub 105). Die beiden Gebirgsartilleriebataillone 225, 1962 in Sonthofen aufgestellt (später in Füssen), und 235, aufgestellt 1959 in Bad Reichenhall aus dem vorherigen II./Gebirgsartillerieregiment 8, waren mit der Gebirgshaubitze ausgestattet. Die luftverlastbare Version ohne Schild war bei der Luftlandeartilleriebatterie 9 AMF im Einsatz.

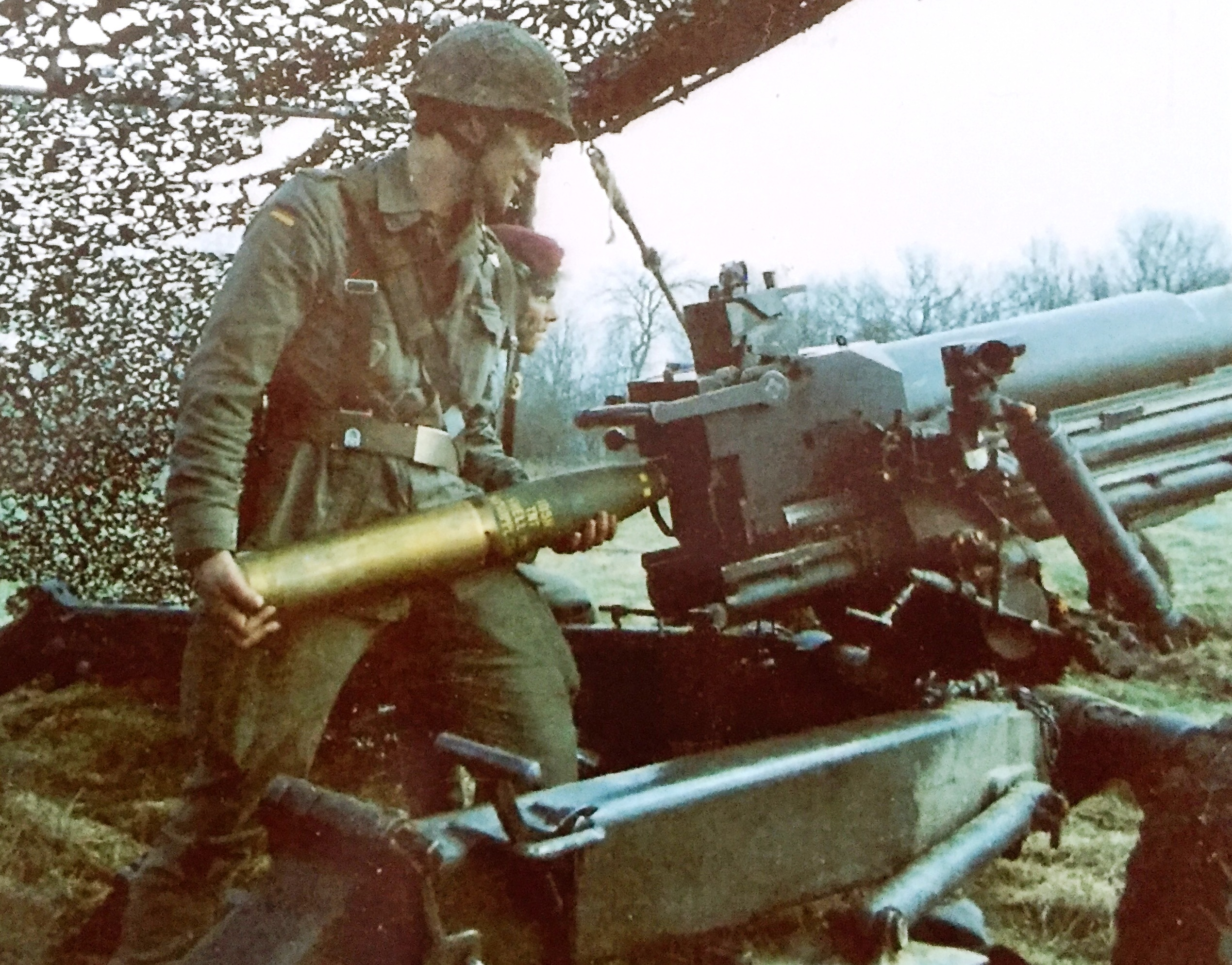
Ladevorgang GebHaub 105mm

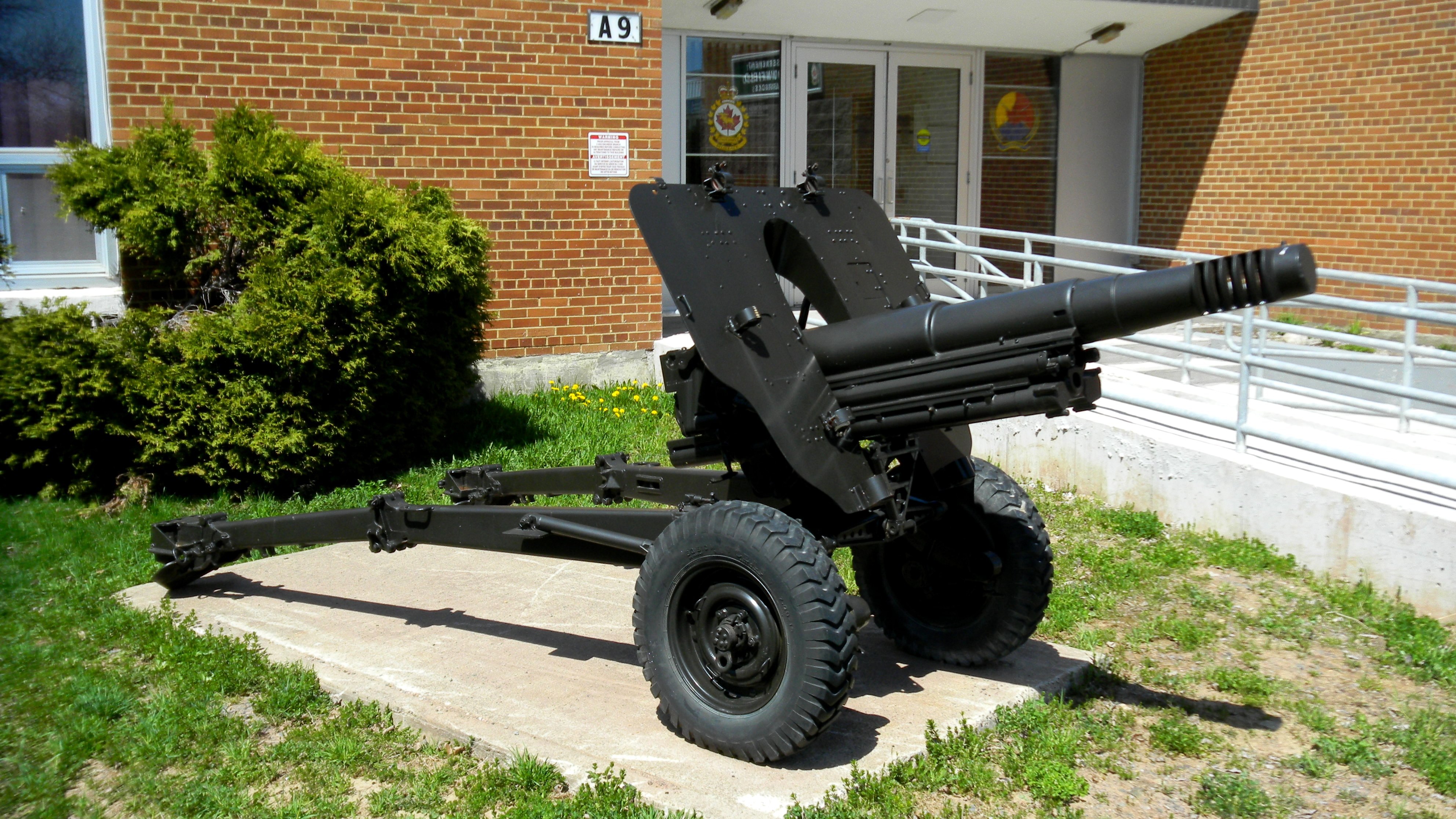
Kanadische Haubitze L5 mit der ursprünglichen Mündungsbremse

Als Zugmaschine kam zunächst der Unimog U 1,5t gl (1,5 Tonner), später der Unimog U 2t gl sowie der Husky zum Einsatz.

### Trivia
Am 31. Juli 1967 brachte die 2. Batterie des Gebirgsartilleriebataillons 235 im Rahmen einer Gefechtsübung eine Gebirgshaubitze 105 mm auf dem Watzmann, Hocheck, in 2624 m Höhe in Stellung. Sie wurde auf den ersten 1000 Höhenmetern mit zwei Tragtiergruppen an einem halben Tag transportiert. Für die restlichen 700 Höhenmeter wurden die zwölf Lasten mit jeweils 120 kg auf Schlitten verladen und mittels Zugseilen im Mannschaftszug innerhalb von zwei Tagen nach oben in die Feuerstellung gebracht.

## Derzeitige Nutzer

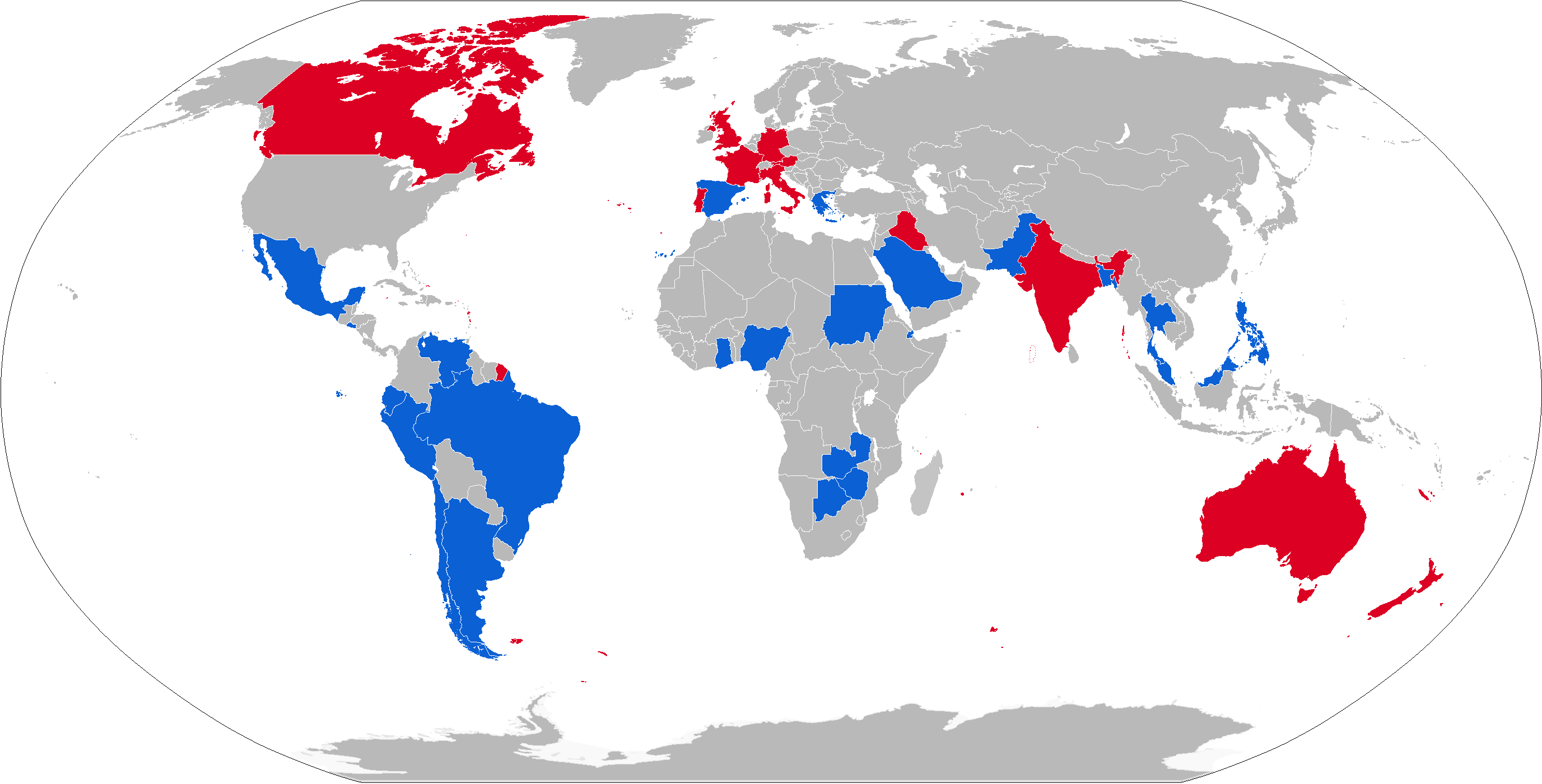
Nutzer der 56 (gegenwärtige in blau – ehemalige in rot)

| - Argentinien - Bangladesch - Botswana - Brasilien - Chile - Ecuador - Ghana - Griechenland | - Malaysia - Mexiko - Nigeria - Pakistan - Peru - Philippinen - Saudi-Arabien - Sambia | - Simbabwe - Spanische Armee+Marineinfanterie - Sudan - Thailand - Ukraine - Venezuela - Zypern |

## Frühere Nutzer
| - Australien - Deutschland - Frankreich - Großbritannien - Kanada - Irland | - Indien - Irakische Streitkräfte - Italien - Neuseeland - Österreich - Portugal |